# Sambéra
Sambéra est un village et une commune rurale du département de Dosso, région de Dosso au Niger.

## Géographie
Sambéra est une localité du Niger méridional, située à 90 km au sud du chef-lieu de région (Dosso).
La commune s'étend sur la rive gauche et au nord du fleuve Niger, elle est frontalière du Bénin au sud.
|           | Gollé             | Farey |
| Guilladjé | Sambéra           | Yélou |
|           | Karimama ( Bénin) | Tanda |

## Histoire
La dénomination Sambéra provient d'un arbre appelé Sambérou en langue zarma (ou djerma). La localité est fondée à la fin du XIXe siècle, l'administration coloniale française instaure le canton de Sambéra de 1920 en 1940 avant de le rattacher au canton de Dosso. La communauté rurale de Sambéra se constitue en tant que commune lors de la réforme administrative nationale de 2002.

## Villages
La commune s'étend sur 27 villages et 46 hameaux.

## Services et infrastructures
• Centre de Santé Intégré (CSI) à Sambéra
• Collège d'enseignement général (CEG) à Sambéra 
• Centre de formation des métiers (CFM) à Sambéra